# Richard Guy
Richard Guy   (Nuneaton, 30 de setembre de 1916 - Calgary, 9 de març de 2020) fou un matemàtic anglès, professor emèrit de matemàtiques a la Universitat de Calgary. És conegut principalment pel seu llibre Unsolved Problems in Number Theory i per haver co-escrit Winning Ways for your Mathematical Plays. Va publicar més d'un centenar d'articles sobre la teoria dels jocs combinatòrics, la teoria de nombres i la teoria de grafs. La noció de planar en el joc de la vida és seva.
Guy ha estat igualment una figura notable de la composició d'escacs. Va escriure més de 200 estudis, i va coinventar la classificació dels estudis, el Codi GBR.
Guy va escriure quatre articles amb Paul Erdős, cosa que li dona nombre d'Erdős 1.